# Marvin (robot)
Marvin er den paranoide og deprimerede androide fra Douglas Adams' bøger i den humoristiske science fiction-serie Hitchhiker's Guide to the Galaxy (Håndbog for vakse galakseblaffere/Blafferens guide til galaksen).
Marvin redder flere gange gruppen med sit deprimerende livssyn, fx da han får en avanceret dræberrobot til at skyde gulvet væk under sig (i raseri over at man har sat en ubevæbnet androide til at stoppe en avanceret dræberrobot).